# Johann Nestroy

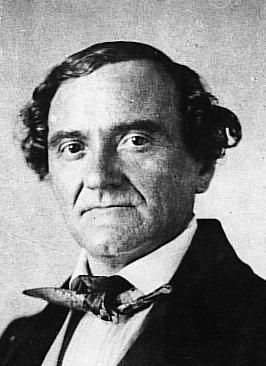
Johann Nepomuk Nestroy

Johann Nepomuk Eduard Ambrosius Nestroy (* 7. Dezember 1801 in Wien; † 25. Mai 1862 in Graz) war ein österreichischer Dramatiker, Schauspieler und Opernsänger (Bass). Sein Werk ist der literarische Höhepunkt des Alt-Wiener Volkstheaters.

## Leben

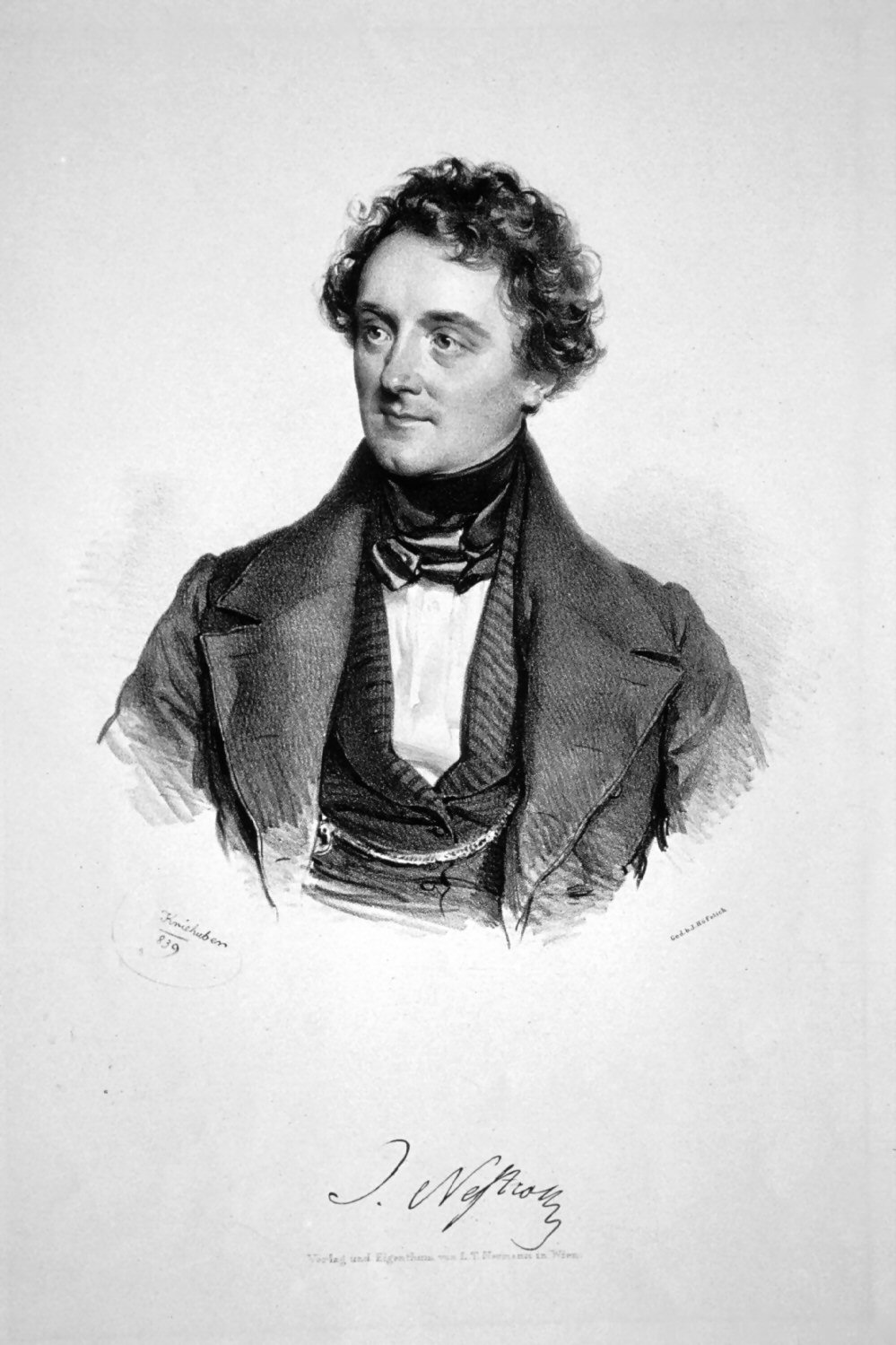
Johann Nestroy, Lithografie von Josef Kriehuber, 1839

Johann Nepomuk Nestroy wurde als zweites von acht Kindern einer angesehenen Wiener Bürgerfamilie geboren. Er sollte – wie sein Vater, der aus Österreichisch-Schlesien eingewanderte Wiener „Hof- und Gerichtsadvokat“ Johann Nestroy – Jurist werden, interessierte sich aber mehr für das Theater. Nestroy besuchte das Akademische Gymnasium von 1811 bis 1813, danach ab 1814 das Schottengymnasium, im gleichen Jahr starb am 15. April seine Mutter Magdalena. In diesem Jahr absolvierte er seinen ersten öffentlichen Auftritt als Pianoforte-Spieler in einem Konzert. Nestroy begann 1819 ein Philosophie-, ab 1820 ein Jus-Studium an der Universität Wien, sang aber zu dieser Zeit bereits einmal im Redoutensaal der Hofburg eine Bass-Solopartie von Georg Friedrich Händel. Er beendete sein Studium 1822 und begann als Bassist seine Opernsänger-Karriere am Kärntnertortheater und an der Wiener Hofoper als Sarastro in Mozarts Zauberflöte.
1823 ging er an das Hoogduitse Schouwburg Amsterdam (Deutsche Theater) in Amsterdam als Sänger, wo er am 18. Oktober als Kaspar in Webers Der Freischütz debütierte und drei Jahre blieb. Später wurde er Schauspieler an den Theatern in Brünn (1826), wo ihm die Polizei wegen Extemporierens Bühnenverbot gab, in Graz (1826) bei Direktor Johann August Stöger, wo er 1827 seine erste Posse selbst schrieb und spielte, alternierend auch an der Bühne von Preßburg. Dabei wechselte er von der Opern- zur Theaterbühne, denn seine Rolle in Zwölf Mädchen in Uniform (er spielte den Sansquartier) überzeugte ihn selbst von seiner komischen Begabung. 1829 hatte er eine Gastspielrolle im Theater in der Josefstadt in Wien, dann erhielt er 1831 ein Engagement nach Lemberg und debütierte dort als Rappelkopf in Raimunds Der Alpenkönig und der Menschenfeind.
Wegen einer Choleraepidemie aus Lemberg geflüchtet, bekam er 1831 sein erstes Engagement von Direktor Carl Carl am Theater an der Wien als Bühnenautor und Komiker, wo seine Karriere als eifriger Theaterschriftsteller begann. Im Jahre 1834 starb sein Vater, im gleichen Jahr wendete er sich von den Zauberstücken seiner ersten Autorenzeit hin zur Lokalposse, zur Parodie und zur volkstümlichen Satire.
1836 erhielt er eine Haftstrafe wegen Extemporierens, die er vom 16. bis zum 21. Jänner verbüßte, im September dieses Jahres war er erstmals als Gast in Graz engagiert. In diesem und den folgenden Jahren absolvierte er jährlich große Sommer-Auslandstourneen, die ihn bis Hamburg (1841) und Berlin (1844) führten. 1838 übernahm Direktor Carl auch das Leopoldstädter Theater, so dass Nestroy ab 1839 nunmehr für zwei Bühnen schreiben und spielen musste.
Bei der Revolution von 1848 nutzte Nestroy als Autor den Wegfall der Zensur, ein Zustand, der allerdings nicht lange andauerte. Manche seiner Stücke in der Zeit danach wurden von ihm deshalb nicht zur Aufführung freigegeben und sind uns erst aus seinem Nachlass bekannt geworden.

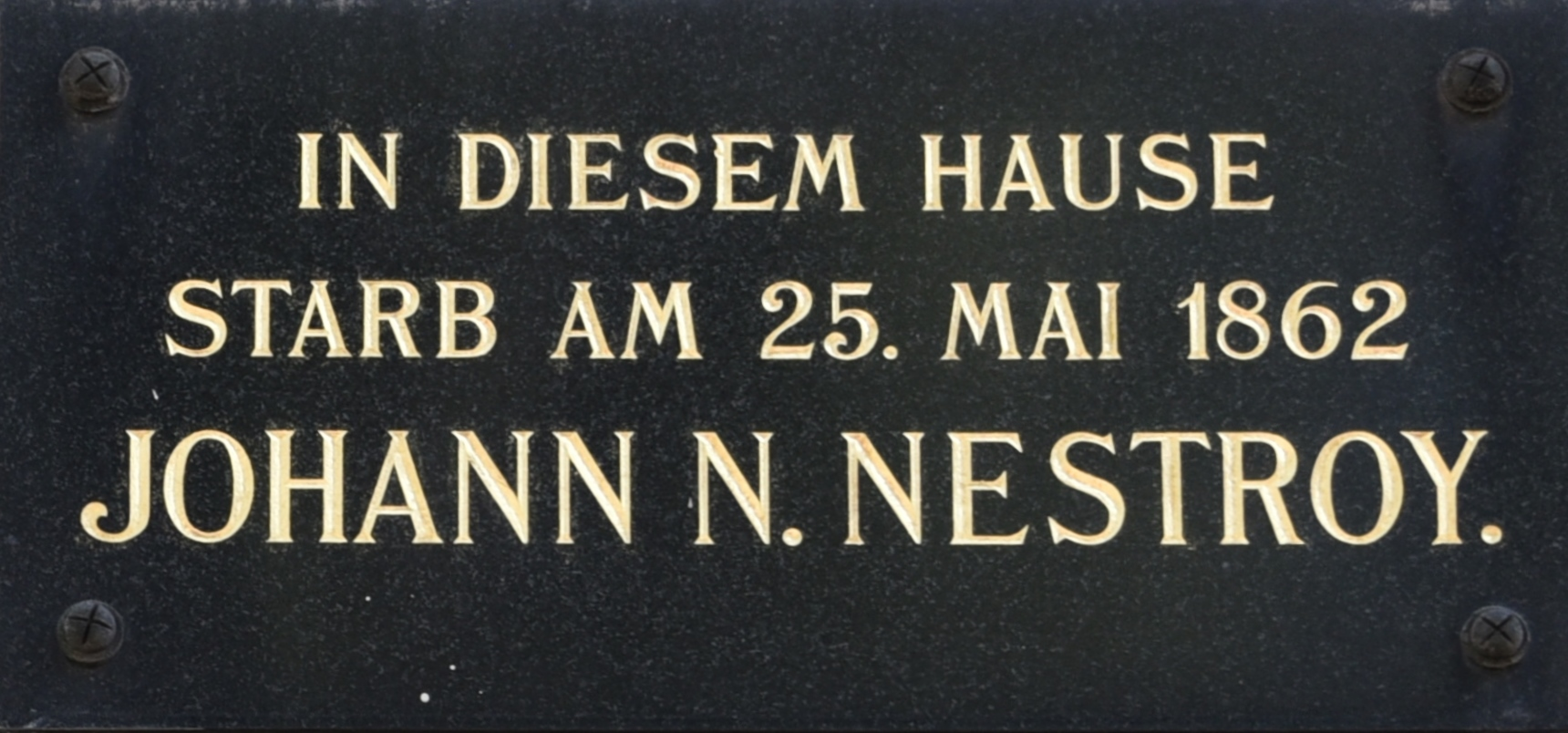
Gedenktafel für Johann Nestroy in der Elisabethstraße 14 in Graz

Von November 1854 bis November 1860 war Nestroy nach Carls Tod Direktor des Carltheaters in der Leopoldstadt. 1857 starb sein Lieblings-Bühnenkollege Wenzel Scholz. Seine letzten Lebensjahre verbrachte er in Graz, wo er im Mai 1859 ein Haus erwarb, ebenso eine Villa im August in Bad Ischl. Nestroys letzte Rolle in Wien war der Knieriem in Der böse Geist Lumpazivagabundus im Theater am Franz-Josefs-Kai seines Kollegen Karl Treumann im März 1862, zum letzten Mal überhaupt stand er am 29. April dieses Jahres in Graz auf der Bühne. Er war vermutlich neben Raimund der populärste Wiener Volksstückautor des Vormärz und ein Vorgänger von Ludwig Anzengruber.
Nestroy starb am 25. Mai 1862 in seinem 61. Lebensjahr in Graz an Schlagfluss und wurde zunächst auf dem Währinger Ortsfriedhof beigesetzt.

### Ehe mit Wilhelmine Nespiesni
Maria Wilhelmine Philippine (von) Nespiesni (* 1804 in Wien; † 1870 ebenda) war die illegitime Tochter von Franz de Paula Emmerich Karl Josef Graf Zichy de Zich et Vasonkeö und von Katharina, geb. von Nespiesni, Gattin des Notariatssekretärs Franz Wilhelm Zwettlinger. Wilhelmines Mutter Katharina war ab 1800 für 13 Monate mit dem Ausschussrat Franz Zacher Edler von Sonnenstein vermählt, danach wurde sie die Geliebte des Grafen Zichy, mit dem sie fünf Kinder hatte, das zweite davon war Wilhelmine. 1813 heiratete sie Franz Zwettlinger, der sich der unehelichen Kinder liebevoll annahm.

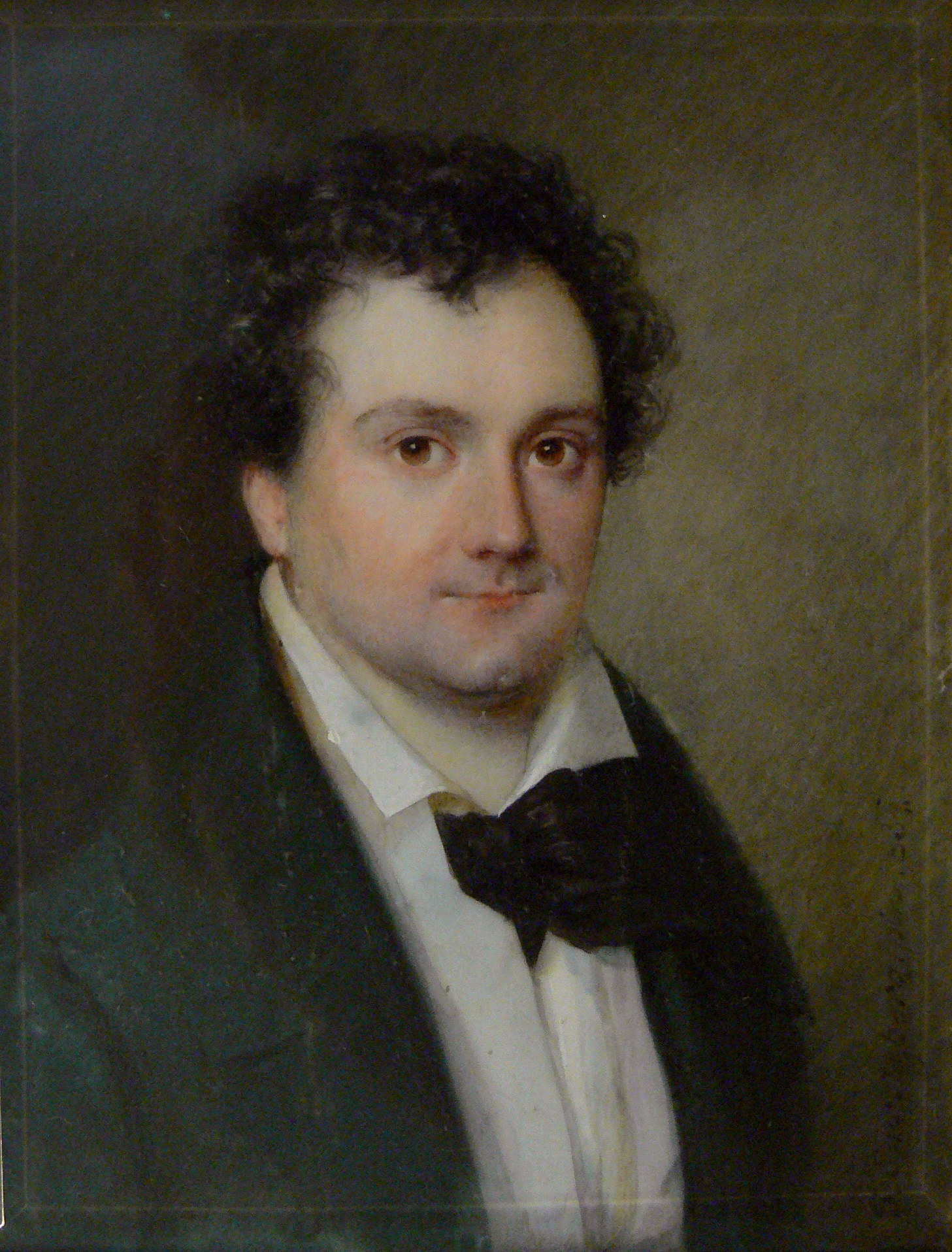
Der junge Johann Nestroy

Im Jahre 1822 lernte Wilhelmine Nespiesni Johann Nestroy bei privaten Theateraufführungen im Hause ihres Stiefvaters kennen. Die Schwiegermutter in spe, Katharina Zwettlinger, verschaffte ihm durch ihre Beziehungen zu Hofkapellmeister Joseph Weigl das erwähnte Engagement an der Wiener Hofoper.
Am 7. September 1823 heiratete der damals 22-Jährige die 19-jährige Wilhelmine in der Augustinerkirche und reiste mit ihr zu seinem ersten Auslandsengagement nach Amsterdam, wo er im Hoogduitse Schouwburg Amsterdam debütierte. Dieses Angebot, das er am 29. August 1823 erhielt, hatte ihm die finanziellen Möglichkeiten zur Hochzeit verschafft, sein Gehalt betrug 1600 Niederländische Gulden. In Amsterdam wurde am 22. April 1824 der Sohn Gustav geboren. Am 24. Mai 1824 musste Wilhelmine mit Gustav Amsterdam wegen einer durch verseuchtes Trinkwasser hervorgerufenen Fieberseuche überstürzt verlassen, Nestroy wurde krank, konnte sich aber bald erholen. Am 30. Juli kehrte Wilhelmine zurück, aber die Familie blieb nur mehr bis zum 13. August und reiste dann sieben Wochen lang gemächlich durch Holland und Deutschland nach Brünn.
Nachdem Nestroy 1826 auf Befehl der dortigen Polizeidirektion Brünn verlassen musste, zog die Familie nach Graz, wo er ein neues Engagement fand. Die sich in der Provinz langweilende Wilhelmine begann dort ein Liebesverhältnis mit einem Grafen Adalbert Batthyány und verließ 1827 ihren Gatten. Der dreijährige Sohn Gustav blieb beim Vater.
Im Jahre 1841 war Wilhelmine von allen ihren Liebhabern – sie hatte nach dem Grafen Batthyány noch einige – verlassen und finanziell am Ende. Sie bat ihren Noch-Gatten um Unterstützung und Nestroy handelte über seinen Rechtsanwalt mit ihr einen harten Vertrag aus. Wilhelmine Nespiesni musste unterschreiben, dass sie allein an der Zerrüttung der Ehe schuld war, dass Nestroy zwar ihre Schulden von 160 Gulden begleiche, aber diese Summe in Raten von der gleichzeitig vereinbarten Alimentation abziehen könne. Auch habe sie ab sofort keine weiteren Forderungen mehr und künftig würden keinerlei Schulden mehr von ihrem Gatten übernommen.
Auf Grund des damaligen österreichischen Eherechts – Eheschließungen wurden nach katholischem Ritus vollzogen, eine Scheidung war deshalb nicht möglich – konnte Nestroy sich erst am 15. Februar 1845 nach einem langwierigen und unschönen Annullierungsprozess zivilrechtlich von Wilhelmine scheiden lassen. Eine neuerliche Verheiratung blieb allerdings dennoch für immer ausgeschlossen. Nestroys damals schon langjährige Lebensgefährtin Marie Weiler hielt sich aus all den Streitigkeiten um Wilhelmine heraus.
Ein Polizeibericht vom 21. Oktober 1854 attestierte Wilhelmine Nespiesni einen nach damaliger Auffassung fragwürdigen Lebenswandel; sie wurde darin folgendermaßen beschrieben:
„Nestroy ist seit 29 Jahren von seiner moralisch tief gesunkenen Gattin gerichtlich geschieden […]“
Dieser – für ihn persönlich übrigens sehr positiv ausgefallene – Polizeibericht war für Nestroy notwendig geworden, da er sich nach Direktor Carl Carls Tod im Auftrag der Erbengemeinschaft erfolgreich um die Direktion des Carltheaters beworben hatte.

### Lebensgemeinschaft mit Marie Weiler

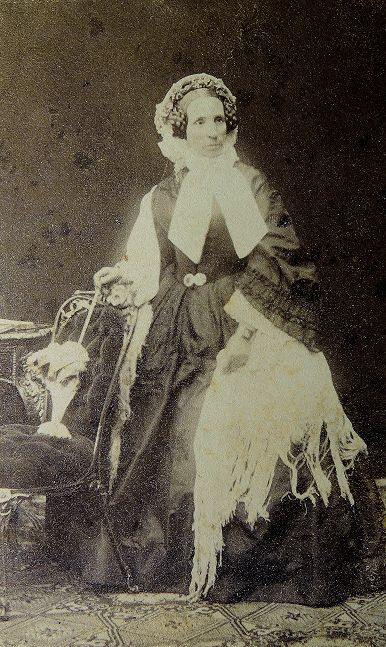
Marie Weiler, 1861,
Foto: Ludwig Angerer

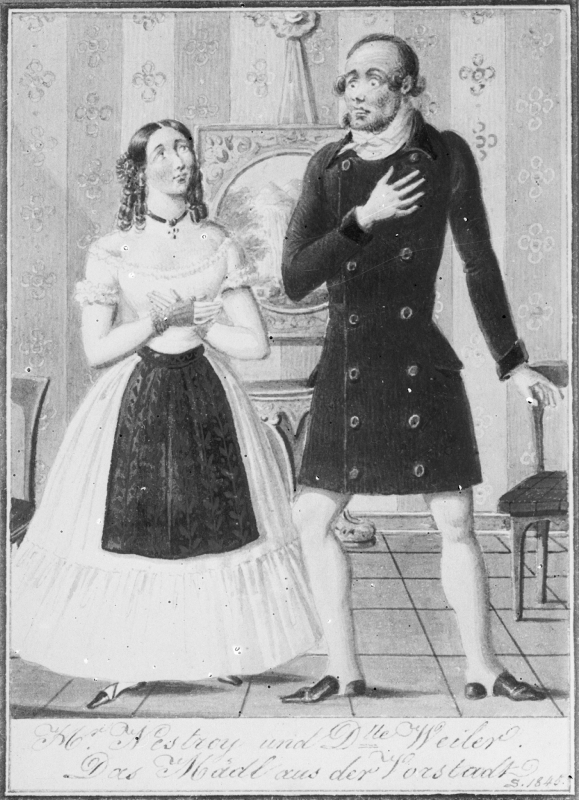
Marie Weiler und Johann Nestroy, Das Mädl aus der Vorstadt, Aquarell von Johann Christian Schöller

Seine Lebensgefährtin, die Sängerin Marie Weiler, die er in seinen Briefen immer als „die Frau“ bezeichnete, liebte er zwar sehr, betrog sie allerdings ständig. Sie hatten drei gemeinsame Kinder, Carl, Marie und Adolf, und sie war ihm bis an sein Lebensende eine große Stütze in finanziellen und auch administrativen Dingen. Nestroy betont in seinem Testament ausdrücklich, dass er nur ihr sein Vermögen zu danken habe. Neben Legaten für seine Kinder und Geschwister machte er sie zur Universalerbin.

### Affäre mit Karoline Köfer
Am 12. März 1855 schrieb Johann Nestroy einen langen Brief an die junge Provinz-Schauspielerin Karoline Köfer. Er hatte durch einen in seinem Auftrag nachforschenden Bediensteten erfahren, dass sie in der Inneren Stadt, Schultergasse 402 im dritten Stock wohnte. Routiniert im Anbahnen von Beziehungen formulierte er:

„Mein Fräulein! Nicht nur der Brief an und für sich, mehr noch die, bey möglicherweise gänzlicher Erfolglosigkeit desselben, gewagte Länge dieses Briefes, ist das, was sie in Staunen setzen wird. […] Da ich keinen Abend ohne Theaterbesuch verlebe, fügte es sich, daß ich sie sah, daß ich sie in Stadt- und Vorstadt-Theater wiederholt gesehen …“

Auf zwei Seiten bat er um ein Rendezvous, und die durch die Aufmerksamkeit des berühmten Nestroy geschmeichelte Karoline hörte gerne, dass er ihr ein „discreter Freund“ sein wolle. Nestroy kaufte ihr Kleider, Schmuck und andere Geschenke und richtete ihr sogar eine stattliche Wohnung am Laurenzerberg ein. Da er dort immer mehr Zeit verbrachte, machte sich die junge Dame deshalb bald Hoffnungen, Marie Weiler verdrängen zu können. Diese, bei den vielen Affären Nestroys sonst geduldig, hatte diesmal auch wegen der hohen Geldausgaben des spendablen Liebhabers genug. Sie zog aus der gemeinsamen Wohnung aus und bestand auf Gütertrennung. Nestroy flüchtete vor den Problemen bis nach Helgoland, von wo er gemeinsame Freunde bat, sich für ihn bei der Erzürnten einzusetzen. Anonyme Briefe von Karoline Köfer, Schmähschriften auf Marie Weiler, brachten Nestroy dann so sehr gegen die bisher Geliebte auf, dass er beschloss, sie mit einer finanziellen Abfertigung von 500 Gulden loszuwerden. Seiner Lebensgefährtin Marie überließ er als „Versöhnungsgeschenk“ die Administration des Carltheaters in alleiniger Verantwortung.

## Nestroys Umgang mit der Sprache
Die Behauptung, Nestroy sei ein „Wiener Dialektdichter“, ist eine zu grobe Vereinfachung seines Sprachgebrauchs. Dies hat Karl Kraus bei seiner Neuentdeckung des Nestroy’schen Werkes und bei seinen Lesungen stets betont. Tatsächlich bestehen die Theaterstücke im Original – in späteren Fassungen wegen der „Verwienerung“ kaum mehr spürbar – aus einer Mischung von Hochsprache, Umgangssprache und Mundart, wobei besonders die Neologismen, die rhetorischen Figuren und die sprechenden Namen typische Schöpfungen des Dichters sind.
Die folgenden Beispiele sind lediglich ein Auszug, weitere Stilmittel sind bei den einzelnen Theaterstücken zu finden:
- Neologismen:
  - Lebensfadenabschneider (Die Familien Zwirn, Knieriem und Leim 1834) = jemand, der den Tod bringt
  - Gelegenheitszusammentreffung (Das Haus der Temperamente 1837) = zufälliges Zusammentreffen
  - Rebensaftverschandler (Die beiden Herren Söhne 1845) = Wirt, der den Wein verfälscht
  - Dienstbotenentweichung (Martha oder Die Mischmonder Markt-Mägde-Miethung 1848) = unerlaubte Entfernung aus dem Dienst
  - Wonneersterbungshinsinkung (Martha oder Die Mischmonder Markt-Mägde-Miethung 1848) = vor Glück vergehend
  - Brautwegfischer (Kampl 1852) = jemand, der die Braut für sich beansprucht
  - Stieferzeuger (Heimliches Geld, heimliche Liebe 1853) = Stiefvater
  - Fleisch-und-Blutverleugner (Umsonst! 1857) = jemand, der die Vaterschaft bestreitet
- rhetorische Figuren (Metapher):
  - …und jetzt fahr' ich ohne dem Kompaß des Trostes auf'm schwarzen Meer des Kummers (Der Tod am Hochzeitstage 1829)
  - Der Zufall ist die Muttermilch, an der sich jeder Plan vollsaugen muß, wenn er zum kräftigen Erfolg heranreifen soll. (Das Haus der Temperamente 1837)
  - Nur her da ihr Polypenarme der Justiz! (Der alte Mann mit der jungen Frau 1849)
  - Mein Hirn sitzt schon als alte Bruthenn' auf dem Basilisken-Ei der Rache! (Mein Freund 1851)
- rhetorische Figuren (Homonyme):
  - Sie ist zu Grund gegangen, jetzt ruht sie im tiefen Grund, ihr Tod ist der Grund meines Unglücks, ein Unglück war der Grund ihres Todes, das Schiff meiner Freuden ist in den Grund gebohrt, ist das nicht Grund genug, den Namen Grund von Grund aus feind zu seyn? (Der Tod am Hochzeitstage 1829)
  - Jetzt geht der Leim aus'n Leim, für mich leimt sich nichts mehr. (Der böse Geist Lumpacivagabundus 1833)
  - Freilich, was is' ein Eh'versprechen? Ein Versprechen, von dem sich a gscheits Madl eh' nicht viel  verspricht. (Verwickelte Geschichte! 1850)
  - Verkleidungen werden den Herrn nicht schützen vor meinem Herrn, mein Herr wird dem Herrn ein' Herrn zeigen, für das kenn' ich meinen Herrn. (Der Färber und sein Zwillingsbruder 1840); den Herrn zeigen = jemanden bedrohen
- sprechende Namen:
  - Fleischermeister Hackauf (Der böse Geist Lumpacivagabundus 1833)
  - Bäckermeister Kipfl (Eisenbahnheirathen 1844)
  - Braumeister Malzer (Kampl 1852)
  - Kaffeesieder Gschloder (Umsonst! 1857) Gschloder = wienerisch für schlechten, schwachen Kaffee
  - Koch Ho-gu (Häuptling Abendwind 1862) vom französischen haut goût = (Wild-)Geschmack

## Kontroversen um seine Werke
Als Schauspieler war Nestroy ein origineller, humoristischer Charakterzeichner, als Bühnenautor wandte er sich mit derbem Realismus gegen Tragik und Sentimentalität der Romantik. Seine Stücke zeichnen sich durch eine scheinbar oberflächliche Handlung aus, die immer wieder durch Gesangsstücke, sogenannte Couplets, unterbrochen wird. Diese Lieder, mit einer eingängigen Melodie und einfachen Texten, waren mit der Handlung meist nur durch einige Übergangsworte verbunden. Es wurden nur zwei bis drei Strophen des Couplets niedergeschrieben, alle weiteren Strophen improvisierte der Sänger jede Vorstellung. Mit seinen gelungenen Improvisationen eckte Nestroy häufig bei den stets anwesenden Zensurspitzeln an – schon sein erstes Engagement in Brünn musste er deswegen abbrechen und auf Polizeibefehl die Stadt verlassen.
In der Rolle des Johann (Zu ebener Erde und erster Stock) bekam Nestroy einmal wegen seines Extemporierens fünf Tage Arrest, weil er während der Vorstellung auf seinen Feind, den Kritiker Franz Wiest, anspielte und dabei vom eingereichten Textbuch abwich:

„Auf dem Tisch wird Whist gespielt – ’s ist merkwürdig, dass das geistreichste in England erfundene Spiel den gleichen Namen mit dem dümmsten Menschen von Wien hat.“

Das Publikum reagierte teils mit frenetischem Beifall, teils mit Zeichen der Missbilligung darauf. Sogar die Auslandspresse, wie die Dresdner Abend-Zeitung vom 20. Oktober 1835, berichtete darüber und nahm für den beleidigten Journalisten Stellung.
Bei der Uraufführung von Eine Wohnung ist zu vermieten am 17. Jänner 1837 im Theater an der Wien kam es zu einem Theaterskandal, als Nestroy in der Spießersatire allen Gesellschaftsschichten vom bürgerlich-saturierten Mittelstand bis zu den präpotenten Hausbesorgern einen Spiegel vorhielt und die dadurch Getroffenen – also den Großteil seines Stammpublikums in den Vorstadttheatern – gegen sich aufbrachte. Nestroys beißende Kritik an Spießbürgertum und Heuchelei wurde als „witz- und gehaltloses Machwerk“ bezeichnet und nur dreimal gespielt.
In den Jahren vor der 1848er Revolution betrat der Künstler die Bühne einmal mit Semmeln anstatt mit Hemdknöpfen. Zu dieser Zeit waren die Bäcker in Verruf geraten, da die Semmeln nur halb so viel wogen wie zwanzig Jahre zuvor, aber das Gleiche kosteten. Wegen Verhöhnung eines Berufsstandes musste er eine Nacht in Arrest verbringen und sich am nächsten Tag öffentlich entschuldigen. Bei der für die nächste Aufführung befohlenen Entschuldigung sprach er den Arrestwärtern seinen Dank aus, weil sie ihm Semmeln durch das Schlüsselloch der Zelle gesteckt hätten. Dieses Ereignis wird die Semmelanekdote genannt.
Auch bei der Uraufführung von Die lieben Anverwandten am 21. Mai 1848 im Carltheater, einer politischen Komödie, die sich nach dem Schelmenroman Martin Chuzzlewit von Charles Dickens mit der bürgerlichen Revolution auseinandersetzte, kam es zu einem Skandal wegen der auf die Frankfurter Nationalversammlung anspielenden Verse:

„Gar mancher is als Wähler für Frankfurt ’nein g’rennt,

der außer d’ Frankfurterwürsteln von Frankfurt nichts kennt.“

In Sprechchören forderte das Publikum Nestroy auf, öffentlich für das verfehlte Stück Abbitte zu leisten. Nestroy gab nach und schickte einen Kollegen an die Rampe, der der empörten Menge seine Entschuldigung mitteilen musste.

Scholz und Nestroy als Mitglieder der Nationalgarde

Als Direktor Carl Carl 1848 aus seinen Schauspielern eine „Theaterkompanie“ bildete, die er mit großem Pomp und Musik ausrücken ließ – bewaffnet waren sie mit Säbeln und anderen Objekten aus dem Theaterfundus –, standen an der Ferdinandsbrücke über den Donaukanal Scholz und Nestroy ebenfalls martialisch gerüstet auf Wache. Tatsächlich war dies von Carl als gigantisches Reklamespektakel für sein Theater geplant worden und hatte auch großen Publikumszulauf. Eine zeitgenössische Schilderung berichtete:

„Am 20. April sah man einen dichten Menschenknäuel sich über die Ferdinandsbrücke die Jägerzeile hinabwälzen; es waren die Tausende Wiens, die ihre Lieblinge Scholz und Nestroy im Waffenschmuck erblicken wollten. Da standen die beiden, Nestroy, der schlanke Recke, umgürtet mit dem Schwerte Kaspars des Thorringers, an seiner Linken Scholz, festgepflanzt auf seine kurzen dickem Beinen, im Antlitz die martialische Miene des Tyrannen Sakribandos.“

1850 führte Zwölf Mädchen in Uniform bei der Neujahrsvorstellung zu einem handfesten Skandal, der noch den ganzen Jänner in den Zeitungen widerhallte. In der Folge suchte der Journalist und Hauptgegner Nestroys, Moritz Gottlieb Saphir, sogar um Polizeischutz gegen Nestroys Angriffe an, da dieser sich während der Vorstellung, in der gezischt worden war, ans Publikum wandte und extemporierte: „Sicher ist Herr Saphir da!“
Nestroys Witterung für alles Widerspruchsvolle, Vieldeutige in der menschlichen Natur, seine Gabe, gerade die gebrochenen Gestalten darzustellen, machten ihn zum Erben Laurence Sternes und stellten seine Bühnenpsychologie neben die eines Oscar Wilde und George Bernard Shaw. Karl Kraus war ein großer Verehrer Nestroys, rezitierte viele seiner Stücke, besonders die weniger bekannten, in Lesungen und widmete ihm zum 50. Todestag 1912 den Essay Nestroy und die Nachwelt.

## Ehrungen

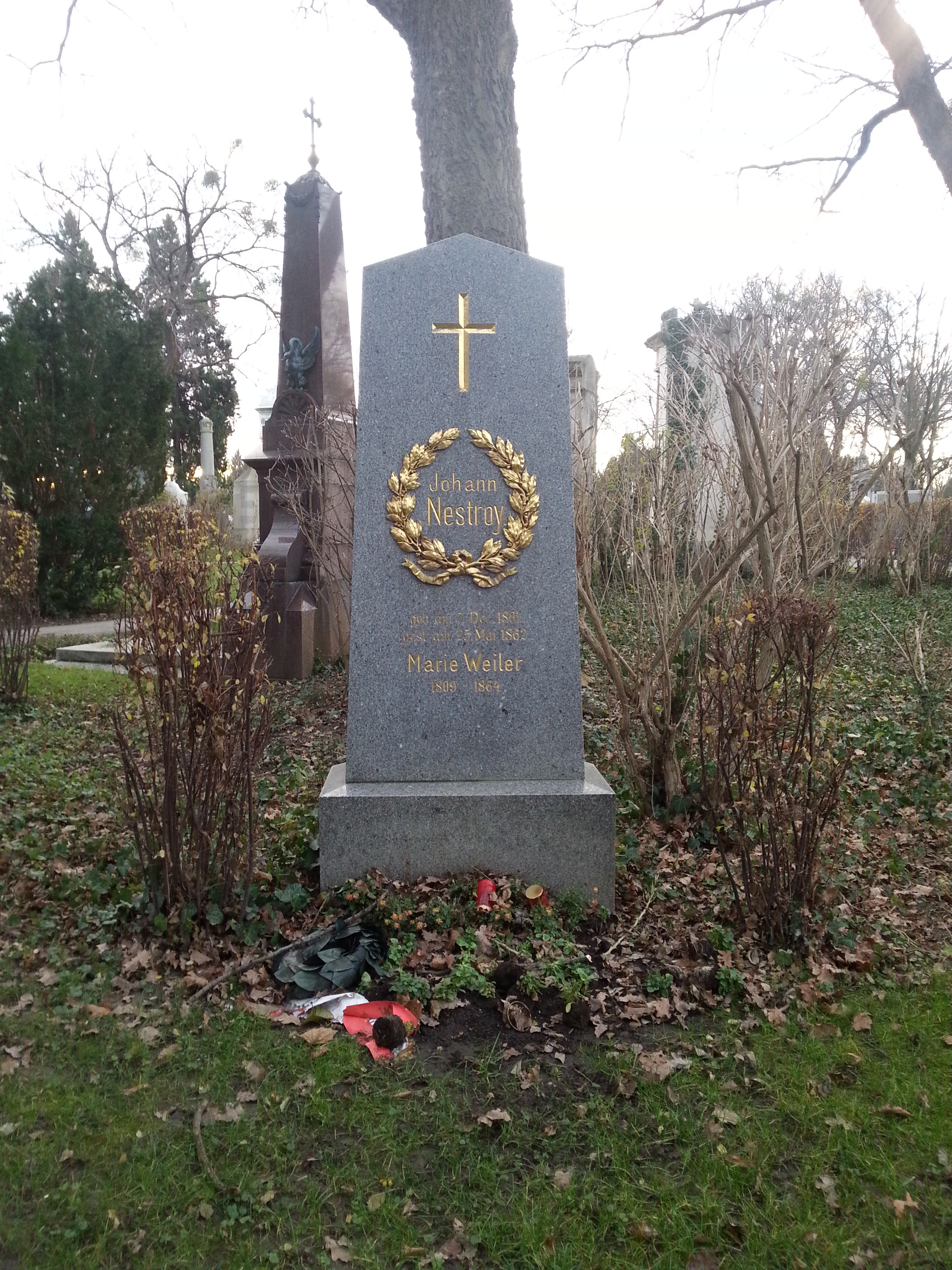
Grab von Johann Nestroy auf dem Wiener Zentralfriedhof

20-Schilling-Münze, 2001

Am 22. September 1890 wurde Nestroy in ein Ehrengrab am Wiener Zentralfriedhof (Gruppe 32 A, Nummer 6) umgebettet, ohne dass die dort ebenfalls bestattete Marie Weiler auf dem Grabstein erwähnt wurde. Die heute zu sehende Inschrift wurde erst 2004 angebracht.
1872 wurde in Hadersdorf-Weidlingau, seit 1938 Teil des 14. Wiener Gemeindebezirks, Penzing, die Nestroygasse nach ihm benannt, im gleichen Jahr auch die Nestroygasse im 2. Bezirk, Leopoldstadt, sowie 1932, ebenfalls im 2. Bezirk, der Nestroyplatz (seit 1979 U-Bahn-Station); dort befindet sich seit 1898 das Jugendstilgebäude Nestroyhof.
Beim Haus Praterstraße 17 steht an der Abzweigung der Zirkusgasse seit 1983 ein von Oskar Thiede geschaffenes Denkmal für Johann Nestroy. Es stand ursprünglich seit 1929 auf dem Nestroyplatz, später beim Max Reinhardt Seminar im 14. Bezirk.
1973 wurde die Internationale Nestroy-Gesellschaft mit Sitz in Wien gegründet. Sie veranstaltet jährlich die Nestroy-Gespräche in Schwechat und hatte die Patronanz über der Historisch-kritischen Gesamtausgabe, die zwischen 1977 und 2001 im Deuticke Verlag erschien. Weiters gibt die Gesellschaft die halbjährlich erscheinende Zeitschrift Nestroyana heraus.
Der Johann-Nestroy-Ring und der Nestroy-Theaterpreis wurden ebenfalls nach ihm benannt.
Die die Donau in Wien querende 3. Reichsbrücke sollte als Neubau nach Nestroy benannt werden, weil das Siegerprojekt des Bauwettbewerbs seinen Namen trug. Diese Namensänderung wurde aber schlichtweg nicht angenommen, somit blieb der Name Reichsbrücke auch für den Neubau der Brücke erhalten.
Viele von Nestroys Stücken gehören heute zum Standardrepertoire der deutschsprachigen, insbesondere der österreichischen Theater. Nestroys Werke stehen auch regelmäßig auf dem Programm einiger Sommerbühnen, unter anderen der Nestroy-Spiele Schwechat, der Nestroy-Spiele Liechtenstein und der Festspiele Reichenau.

## Werkliste

### Historiendrama
- Prinz Friedrich von Corsica (zwischen 1822 und 1826/27)

### Zauberstücke, Possen, Parodien
| - Sieben Mädchen in Uniform (1825; Autor Louis Angely, von Nestroy sind lediglich die Zusatztexte seiner eigenen Rolle als Sansquartier) - Der Zettelträger Papp (1827) - Dreyßig Jahre aus dem Leben eines Lumpen, bzw. Des Wüstlings Radikalkur oder: Die dreyßig Jahre der Verbannung, (1828) - Der Einsylbige oder Ein dummer Diener seines Herrn (1829) - Der Tod am Hochzeitstage oder Mann, Frau, Kind (1829) - Die Verbannung aus dem Zauberreiche oder Dreißig Jahre aus dem Leben eines Lumpen (1832) - Der gefühlvolle Kerckermeister oder Adelheid die verfolgte Wittib (1832) - Nagerl und Handschuh oder Die Schicksale der Familie Maxenpfutsch (1832) - Zampa der Tagdieb oder die Braut von Gyps (1832) - Der konfuse Zauberer oder Treue und Flatterhaftigkeit (1832) - Die Zauberreise in die Ritterzeit oder Die Übermüthigen (1832) - Genius, Schuster und Marqueur oder Die Pyramieden der Verzauberung (1832) - Der Zauberer Februar oder Die Überraschungen (1833; Autor Johann Baptist Frey, von Nestroy sind lediglich die Couplettexte) - Der Feenball oder Tischler, Schneider und Schlosser (1833) - Der böse Geist Lumpacivagabundus oder Das liederliche Kleeblatt (1833) - Robert der Teuxel (1833) - Der Tritschtratsch (1833) - Der Zauberer Sulphurelectrimagneticophosphoratus und die Fee Walpurgiblocksbergiseptemtrionalis oder Die Abenteuer in der Sclaverey oder Asiatische Strafe für europäische Vergehn oder Des ungerathnen Herrn Sohns Leben Thaten und Meinungen, wie auch seine Bestrafung in der Sclaverey und was sich alldort ferneres mit ihm begab (1834) - Müller, Kohlenbrenner und Sesseltrager oder Die Träume von Schale und Kern (1834) - Das Verlobungsfest im Feenreiche oder Die Gleichheit der Jahre (1834) - Die Gleichheit der Jahre (1834) - Die Familien Zwirn, Knieriem und Leim oder Der Welt-Untergangs-Tag (1834) - Weder Lorbeerbaum noch Bettelstab (1835) - Eulenspiegel oder Schabernack über Schabernack (1835) - Zu ebener Erde und erster Stock oder Die Launen des Glückes (1835) - Die Ballnacht (1836), Autor Johann Karl Waldon, von Johann Nestroy sind lediglich die Liedtexte - Der Treulose oder Saat und Ernte (1836) - Die beiden Nachtwandler oder Das Notwendige und das Überflüssige (1836) - Der Affe und der Bräutigam (1836) - Eine Wohnung ist zu vermiethen in der Stadt, Eine Wohnung ist zu verlassen in der Vorstadt, Eine Wohnung mit Garten ist zu haben in Hietzing (1837) - Moppels Abentheuer im Viertel unter Wiener Wald in Neu-Seeland und Marokko (1837) - Das Haus der Temperamente (1837) - Glück, Mißbrauch und Rückkehr oder Das Geheimniß des grauen Hauses (1838) - Der Kobold oder Staberl im Feendienst (1838) - Gegen Torheit gibt es kein Mittel (1838) - Die verhängnisvolle Faschingsnacht (1839) - Der Färber und sein Zwillingsbruder (1840) | - Der Erbschleicher (1840) - Der Talisman (1840) - Das Mädl aus der Vorstadt oder Ehrlich währt am längsten (1841) - Einen Jux will er sich machen (1842) - Die Ereignisse im Gasthofe (1842) - Die Papiere des Teufels oder Der Zufall (1842) - Liebesgeschichten und Heurathssachen (1843) - Nur Ruhe! (1843) - Eisenbahnheirathen oder Wien, Neustadt, Brünn (1844) - Hinüber – Herüber (1844) - Der Zerrissene (1844) - Die beiden Herren Söhne (1845) - Das Gewürzkrämerkleeblatt oder Die unschuldigen Schuldigen (1845) - Unverhofft (1845) - Der Unbedeutende (1846) - Zwey ewige Juden und Keiner (1846) - Der Schützling (1847) - Die schlimmen Buben in der Schule (1847) - Martha oder Die Mischmonder Markt-Mägde-Miethung (1848) - Die lieben Anverwandten (1848) - Freiheit in Krähwinkel (1848) - Lady und Schneider (1849) - Judith und Holofernes (1849) - Der alte Mann mit der jungen Frau (1849); dazu: - Der Flüchtling (1890; Bearbeitung von Chiavacci/Ganghofer) - Höllenangst (1849) - Sie sollen ihn nicht haben oder Der holländische Bauer (1850) - Karikaturen-Charivari mit Heurathszweck (1850) - Alles will den Prophet’n seh’n (1850) - Verwickelte Geschichte! (1850) - Mein Freund (1851) - Der gutmüthige Teufel oder Die Geschichte vom Bauer und der Bäuerin (1851) - Kampl (1852) - Heimliches Geld, heimliche Liebe (1853) - Theaterg’schichten durch Liebe, Intrigue, Geld und Dummheit (1854) - „Nur keck!“ (1855) - Umsonst! (1857) - Tannhäuser (1857; Autorenschaft strittig) - Ein gebildeter Hausknecht (1858; Autor David Kalisch, Nestroy hat das Stück lediglich überarbeitet) - Zeitvertreib (1858) - Lohengrin (1859) - Frühere Verhältnisse (1862) - Häuptling Abendwind oder Das greuliche Festmahl (1862) |

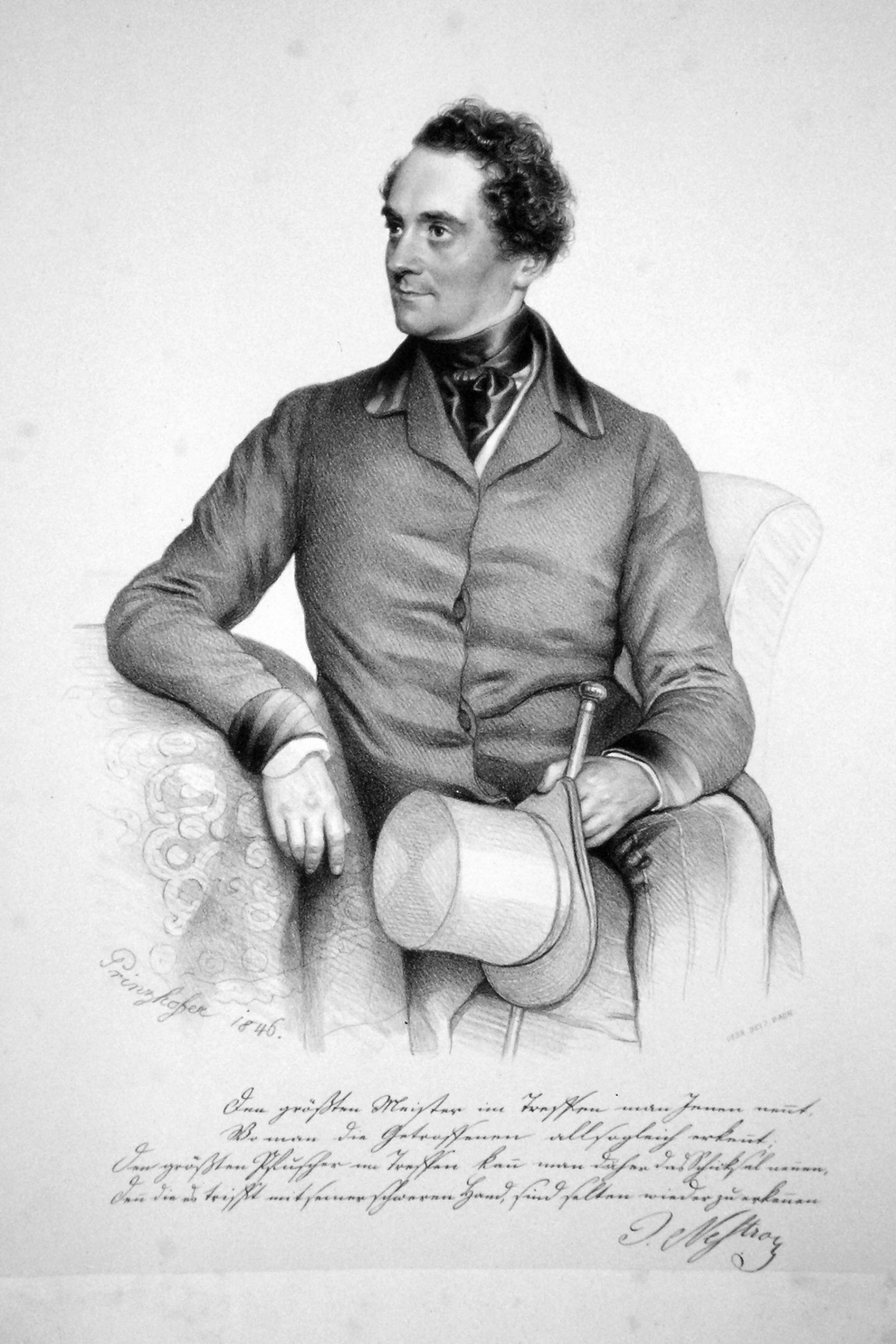
Johann Nestroy (Lithografie von August Prinzhofer 1846)

### Quodlibets
Die mit * gekennzeichneten Werke sind in diesem Hauptartikel beschrieben
- * Der unzusammenhängende Zusammenhang (1830)
- Magische Eilwagenreise durch die Comödienwelt […] nebst einem damit verbundenen Vorspiele, unter dem Titel: Gewissensangst, Rache, Verzeihung und Quodlibet (1830)
- * Zwey Schüssel voll Faschingskrapfen (1831)
- Humoristische Eilwagen-Reise durch die Theaterwelt […] nebst einem damit verbundenen Vorspiele, unter dem Titel: Der Theaterdiener, die Benefizvorstellung und das Quodlibet (1832; Autorenschaft unsicher)
- Die Fahrt mit dem Dampfwagen (1834)
- Die zusammengestoppelte Komödie (Neubearbeitung 1840)
- Das Quodlibet verschiedener Jahrhunderte nebst Vorspiel Die dramatischen Zimmerherrn (1843)

## Werkausgaben
- Fritz Brukner, Otto Rommel (Hrsg.):  Werke – Historisch-kritische Gesamtausgabe. 15 Bände (Band 15 ist die ausführliche biografische Würdigung durch Otto Rommel, Wissensstand 1930), Wien (Schroll) 1924–30; Nachdruck 1974; auch als Kraus-Reprint AMS Press New York.
- Jürgen Hein, Johann Hüttner, Walter Obermaier, W. Edgar Yates (Hrsg.): Sämtliche Werke – Historisch-kritische Ausgabe. (Mit über 50 Bänden, die einzeln erhältlich sind, die umfassendste und aktuelle kritische, kommentierte Ausgabe der Stücke und Briefe), Deuticke/Zsolnay, Wien/München 1977ff.
- Franz H. Mautner (Hrsg.): Johann Nestroy. Komödien. Ausgabe in sechs Bänden. Insel Verlag, Frankfurt am Main 1970, 2. Auflage. 1981.
- Otto Rommel (Hrsg.): Gesammelte Werke. 6 Bände (Eine Auswahl der 15-bändigen Ausgabe), Wien 1948–49; Nachdruck 1962.
- Reinhard Urbach: Stich- und Schlagworte. Deuticke/Zsolnay, Wien/München 2000, ISBN 3-216-30568-6.

## Rollenbilder

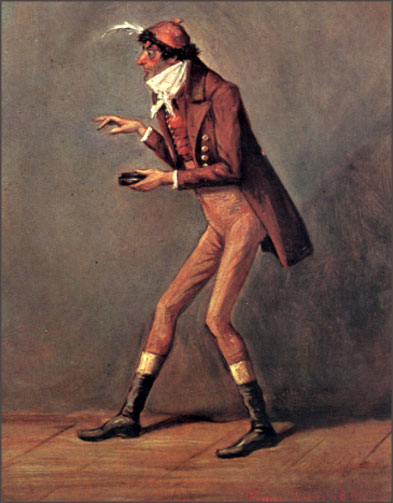
Als Tratschmiedl
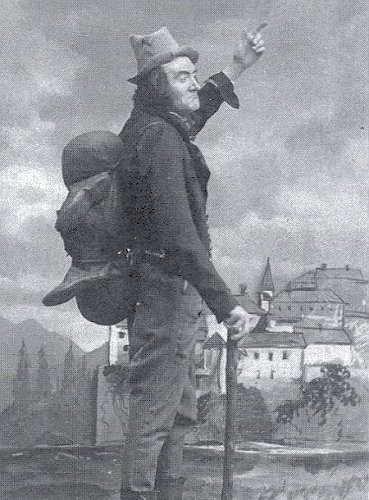
Als Knieriem
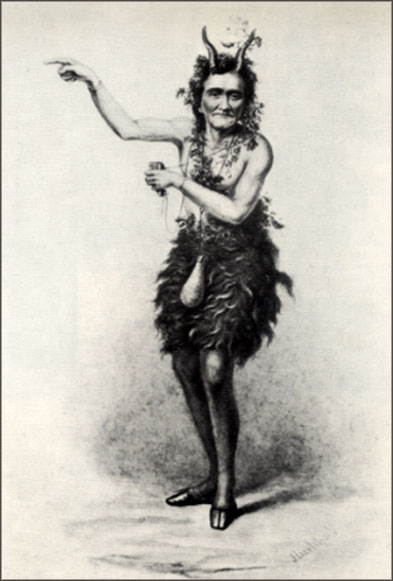
Als Pan
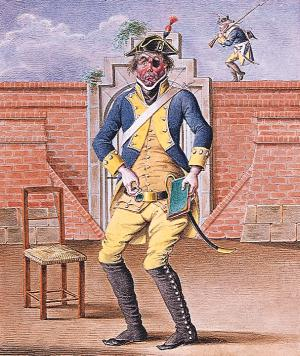
Als Sansquartier
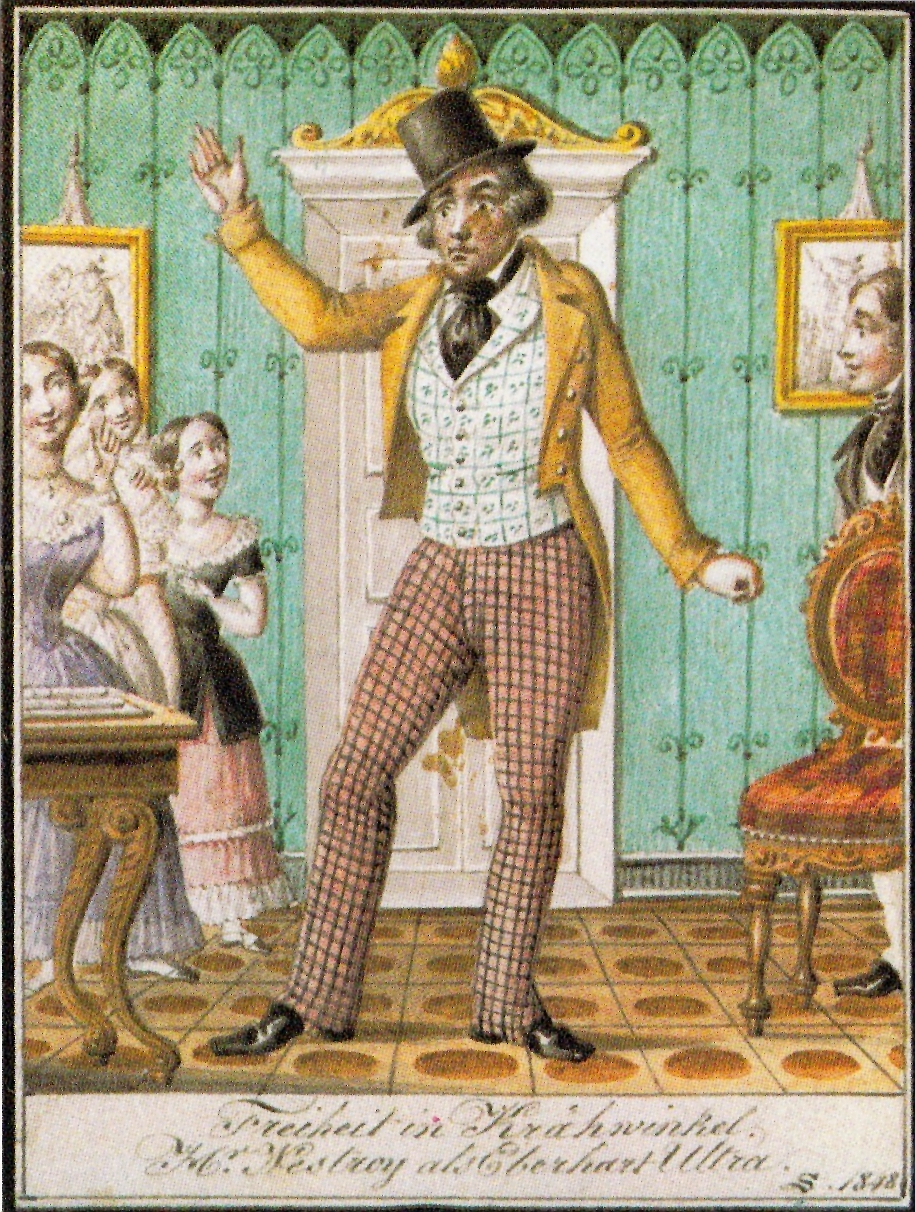
Als Eberhard Ultra